# Brenda Stauffer
Brenda Lee Stauffer, nach Heirat Hoffman, (* 8. April 1961 in New Holland, Pennsylvania) ist eine ehemalige Hockey-Spielerin aus den Vereinigten Staaten. Sie gewann 1984 eine olympische Bronzemedaille.
Brenda Stauffer war das jüngste Mitglied der Damen-Hockeynationalmannschaft der Vereinigten Staaten bei den Olympischen Spielen 1984 in Los Angeles. Dort trafen in der Gruppenphase alle sechs teilnehmenden Teams aufeinander. Es siegten die Niederländerinnen vor den Deutschen. Dahinter lagen die Mannschaft der Vereinigten Staaten, die Australierinnen und die Kanadierinnen punktgleich. Während die Kanadierinnen ein negatives Torverhältnis hatten, lagen auch hier das US-Team und die Australierinnen gleichauf. Die beiden Teams trugen deshalb 15 Minuten nach dem Ende des letzten Spiels ein Siebenmeterschießen um die Bronzemedaille aus, das die Amerikanerinnen mit 10:5 gewannen.
Brenda Stauffer gehörte 1981 und 1982 zum Hockeyteam der Pennsylvania State University. Später schloss sie ein Masters-Studium an der Immaculata University ab. Nach ihrem Studium war sie Grundschullehrerin in Mohnton.